# Штрумпфови
Штрумпфови (граматички правилније Штрумфови, фр. Les Schtroumpfs, енгл. The Smurfs) је белгијска медијска франшиза о малим плавим бићима која живе у шуми. Њихов аутор је белгијски цртач стрипова, Пјер Кулифор познатији као Пејо (фр. Pierre Culliford, Peyo).
Штрумпфови су се први пут појавили у једној од епизода о авантурама Жоана и Пирлуија (фр. Johan y Pirluit), под именом Флаута са шест рупа (фр. La flûte à six trous). Затим се та иста епизода појавила 1958. године у часопису Спиро (фр. Spirou) под промењеним називом, Флаута шест Штрумпфова (фр. La flûte à six schtroumpfs). Поново ће се појавити три пута у авантурама Жоана и Пирлуија пре него што су добили свој сопствени мини-стрип у Спироу 1959. Од тог момента, Штрумпфови почињу да се све више уобличавају и сваки од њих добија свој лични карактер тако да је било све лакше разликовати их.

## Штрумпфови на филму и телевизији
Цртани филмови са Штрумпфовима као главним јунацима први пут су се појавили у Белгији, шездесетих година прошлог века. У периоду између 1961. и 1967. године емитовано је укупно 10 епизода у трајању по 20 минута, већина у црно-белој техници, које су биле засноване на оригиналним стриповима. Године 1965, у белгијским биоскопима приказан је и црно-бели филм "Авантуре Штрумпфова" (фр. Les Aventures des Schtroumpfs), који се састојао од пет епизода цртане серије, насталих у претходним годинама.
Први прави дугометражни цртани филм о Штрумпфовима, "Штрумпфови и чаробна фрула" (фр. La flûte à six schtroumpfs), премијерно је приказан 25. јуна 1976. године, на 48. рођендан творца Штрумпфова Пејоа. Овај филм је био заснован на оригиналној епизоди стрипа Жоан и Пирлуи, у којој се Штрумпфови први пут појављују. Оригинална верзија је била на француском језику, а 1983. године, у јеку популарности цртане серије у Америци, синхронизован је и на енглески језик.
Као цртана серија, појавили су се у продукцији Хана и Барбера. Снимљено је 256 цртаних филмова у трајању од по 30 минута, у периоду од 1981. до 1990. Награђени су Емијем 1983. у категорији цртаног филма.
2011. године Сони пикчерс анимејшн објављује дугометражни цртани филм за биоскопску дистрибуцију, по први пут рађен рачунарском анимацијом и у 3Ду. 2013. године филм добија наставак. Оба филма садрже игране сегменте.
2017. године иста фирма објављује нови, овог пута потпуно рачунарски анимирани дугометражни филм по имену Штрумпфови: Изгубљено село. Ликови су редизајнирани, а радња није повезана са претходна два филма.

## Ликови
| Ликови                       | Опис |
| ---------------------------- | --- |
| Велики Штрумпф               | Велики Штрумпф вођа Штрумпфова и препознатљив је по својој црвеној одећи и бујној седој бради. Много је старији од свих Штрумпфова, осим Деке и Баке Штрумпф. Штрумпфови се обраћају Великом Штрумпфу када су у невољи. Велики Штрумпф је вешт у прављењу напитака и бацању чини. |
| Штрумпфета                   | Штрумпфета је женски Штрумпф коју је од глине створио зли чаробњак Гаргамел да му помогне да зароби Штрумпфове. Првобитно је имала црну косу, али је постала плавуша када ју је Велики Штрумпф претворио у правог Штрумпфа. |
| Кефало                       | Кефало сматра себе најинтелигентнијим Штрумпфом и стручњаком за све, иако је његово стварно знање упитно у најбољем случају, а његови покушаји често доводе до још више проблема. Он је помоћник Великог Штрумпфа, због чега мисли да је други по важности. Лако препознатљив по великим наочарима које носи. Кефало записује своје доживљаје и мисли у томове књига под називом „Цитати Штрумпфа Кефала“. Штрумпфови најчешће реагују на његова паметовања тако што га буквално избаце из села. Његов најбољи пријатељ је Трапа. |
| Мргуд                        | Мргуд је цинична прзница међу Штрумпфовима. Његова узречица је „Мрзим (нешто што је неко претходно поменуо)". Мргуд обично има мрзовољан поглед лица. У стриповима, он је првобитно био нормалан Штрумпф, који се променио када га је ујела „бзз” мува. У цртаној серији, Мргуд је одувек био прзница. Упркос својој мрзовољи, Мргуд има меко срце за Бебу Штрумпфа и Штрумпфиће. |
| Трапа (или Трапавко)         | Трапа је смотани, али пријатељски настројен Штрумпф. Његов најбољи пријатељ је Кефало. Одликује га широка одећа, која још више доприноси његовој трапавости (његово одело је нормално у стрипу). Његов хоби је сакупљање камења. |
| Грубер                       | Грубер је невероватно снажан и често ради много тешке послове у селу. Има на свом рамену тетовирано срце које је прободено стрелом. Његова омиљена занимација је дизање тегова, а такође често ишутира Кефала из села. Његов најбољи пријатељ је Мунђа. |
| Грицко                       | Грицко је кувар. Препознатљив је по својој куварској капи. Омиљена Грицкова активност је припремање посластица, које најчешће сам поједе. У стриповима ликови кувара и прождрљивог Штрумпфа су раздвојени. |
| Лицко                        | Лицко је нарцисоидни Штрумпф, заљубљен у самог себе. Препознатљив је по цвету на својој капи и огледалу које носи да се огледа у њему. |
| Мунђа (Чекићар, Куцкало)     | Мунђа је главни мајстор у селу, познат по својим техничким изумима. Препознатљив је по томе што носи комбинезон, визир на капи и оловку за уветом. Најбољи пријатељ му је Грубер. |
| Мазало                       | Мазало је сликар са француским нагласком. Он своје радове готово увек назове "Ремек делом". |
| Шкрабало                     | Шкрабало је песник, а Штрумпфета га је у једној епизоди окарактерисала као јединог Штрумпфа који може да је усрећи. |
| Сневко (Сањалица)            | Сневко је Штрумпф који живи у свом свету маште. Најпознатији је по епизоди у којој постаје Астроштрумпф и посећује фиктивну другу планету. У стрипу он нема име, већ га зову „Штрумпф који није као други”, док је у цртаној серији често приказан као капетан брода „Штрумпф ". |
| Шаљивко (Гурко)              | Шаљивко је весели Штрумпф који обожава да смишља шале и трикове. Он скоро увек користи исту шалу: жуту кутију украшену црвеном машном коју понуди својим жртвама као изненађење или поклон. Кутија експлодира када је прималац отвори, ослобађајући пуно дима који поцрни жртвино лице. |
| Свирко                       | Свирко је Штрумпф који обожава да свира своју трубу, иако није нимало успешан и нервира остале Штрумпфове. |
| Сморко (или Луфтика)         | Сморко је Штрумпф који већину времена спава, дешава се да заспи док треба да обави нешто важно за село па то не учини на време. |
| Капаџија                     | Капаџија се није толико појављивао у серијалу. Карактеристичан је по свом црном каишу и каубојском нагласку. Воли да изазива непријатеље попут Гаргамела, што је и показао у епизоди „Дерби Штрумпфокса” у којој се углавном ради о Штрумпфмобилима. |
| Њушкало                      | Њушкало је штрумпф који својим њушењем мирише трагове најчешће непријатеља, помажући осталим штрумпфовима да се избаве из разних невоља. Препознатљив је по свом ружичастом перу на својој капи. |
| Штрумпфић (или Беба Штрумпф) | Штрумпфић је јединствен Штрумпф по својем узрасту. Карактеристика му је сами изглед, и најчешће је у рукама Мргуда, Штрумпфете и Грубера. |
| Дека Штрумпф                 | Дека Штрумпф је најстарији штрумпф у селу. Он је у доба Великог Штрумпфа био вођа штрумпфова. Иако је стар он је у одличној форми, поготово због тога што је пропутовао цео свет. Препознатљив је и по својем избору одјеће и обуће (шешир, штап итд.) |
| Кројач                       | Кројач је штрумпф који је препознатљив по лењиру око његовог врата и два ексера на његовој капи. Његова најбоља способност, али и хоби јесте да израђује одјећу разним материјалима. У једној епизоди је сашио најбољи костим, и он, заједно са Трапом су побиједили. |
| Прљавко*                     | Прљавко* је штрумпф који је препознатљив по својој отрцаној капи са закрпама која му прекрива очи и пуклим панталонама. Његова омиљена ствар јесте блато, и у епизоди гдје Грицко иде на дијету га је назвао и гњецавим. |
| Плашљивко                    | Плашљивко је штрумпф који дрхти од страха сво вријеме и прича са застајкивањем - често без разлога. Њему се током епизода дају шансе да покаже своју храброст, али их са тешкоћом реализује. |
| Фармер                       | Фармер је штрумпф који носи фармерске алате, најчешће мотику за собом. Често помаже Великом Штрумпфу у његовим експериментима и лековима/љековима тако што му даје своје плодове са свог имања. |

## Штрумпфови на српском

### РТБ
На подручју бивше СФРЈ од 1983. године, приказивали су се у више наврата синхронизовани цртани филмови. Првобитну синхронизацију обрадила је ТВ Београд, а гласове Штрумпфовима позајмили су Славко Симић, Мића Татић, Тамара Павловић, Љубиша Бачић, и други познати српски глумци.

### РТС
1996. године урађена је РТС-ова синхронизација од 42 епизоде (сезоне 7 и 8). Гласове су позајмили: Драган Вујић, Валентина Павличић, Душан Радовић, Ненад Ненадовић и други.

### Б92
Од 2011. године, актуелна је нова синхронизација телевизије Б92. Ресинхронизоване су све епизоде до краја, изузев сезоне 7 и 8. Гласове су позајмили: Младен Андрејевић, Димитрије Стојановић, Марија Маша Дакић, Милан Антонић, Паулина Манов, Ђорђе Лукић.

### Призор
2011. године студио Призор је радио још једну синхронизацију за ДВД издања фирме Миленијум филм и видео, доста лошијег квалитета у односу на Б92. Синхронизовано је само 30 епизода, већином из прве сезоне, мада мешано из целог серијала. Гласове су позајмили: Мина Лазаревић, Милан Чучиловић, Данијел Сич, Марко Марковић, Бојан Лазаров, Небојша Миловановић.

### Играно-анимирани филмови
2011. и 2013. студио Мириус је радио синхронизацију дугометражних играно-анимираних филмова. Гласове су позајмили: Драган Вујић, Мина Лазаревић, Слободан Нинковић, Јадранка Пејановић, Милан Антонић, Сека Алексић.

### Скривено село
2017. године синхронизацију анимираног филма радио је студио Моби. Гласове су позајмили: Тамара Алексић, Милан Антонић, Слободан Нинковић, Драган Вујић, Ива Манојловић, Бојан Перић, Ђорђе Стојиљковић, Срђан Тимаров, Наташа Балог, Милан Инић.

### 
2021. године студио Голд диги нет је радио синхронизацију нове серије за канал Nickelodeon, на коме користи исту стил анимације, баш као из претходног филма из 2017. године. Гласове су позајмили: Томаш Сарић, Ирина Арсенијевић, Марко Марковић, Бора Ненић, Милан Антонић, Милан Тубић, Немања Живковић, Милош Ђуричић, Александар Глигорић, Лако Николић, Марко Ћурчић, Никола Тодоровић, Маријана Живановић Чубрило, Ивона Рамбосек и други.